# Polska Policja Kryminalna

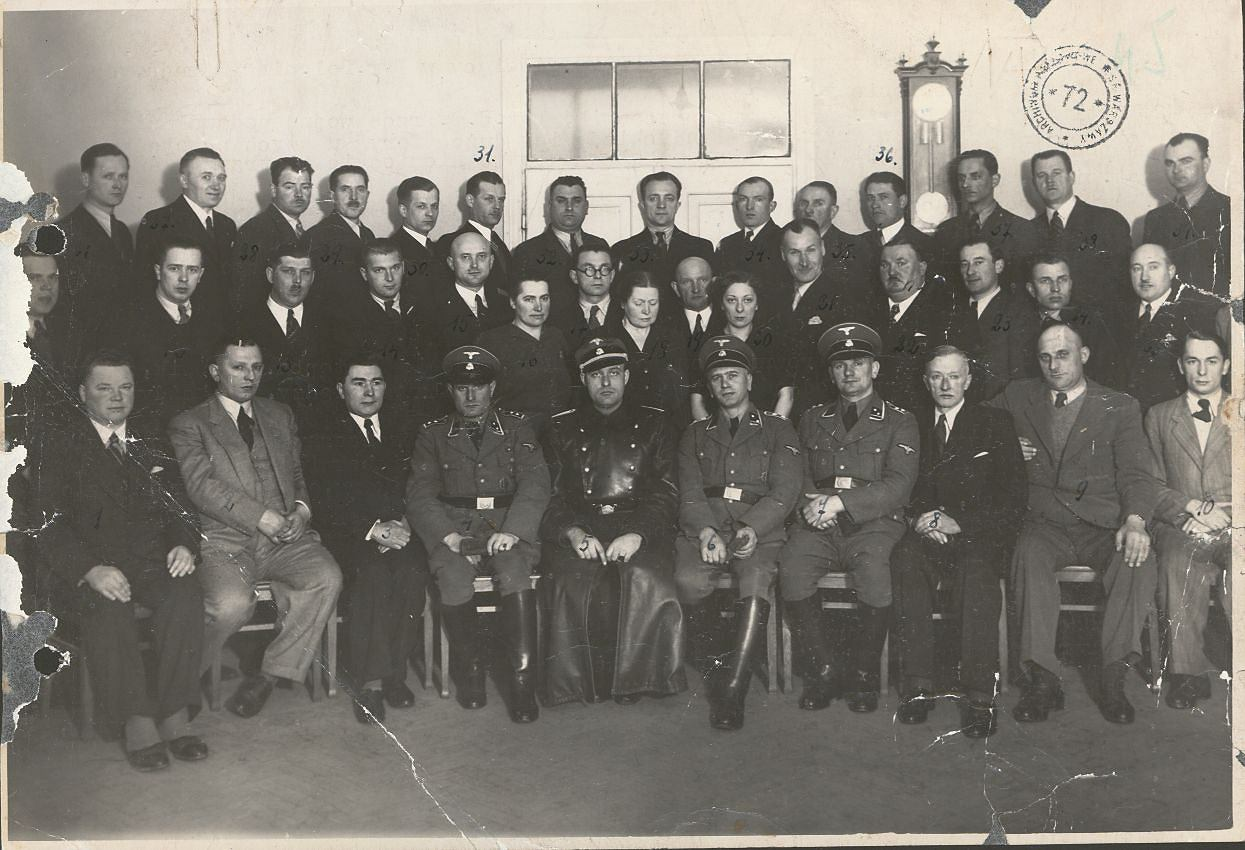
Polska Policja Kryminalna

Polska Policja Kryminalna (nazywana potocznie „polskim kripo”) – formacja policyjna, działająca w Generalnym Gubernatorstwie.

## Historia
W 1940 pion śledczy został wyłączony z Policji Polskiej Generalnego Gubernatorstwa i przekształcony w Polską Policję Kryminalną (PPK). Była ona nieumundurowaną, uzbrojoną i tajną formacją policji pomocniczej. W przeciwieństwie do tzw. policji granatowej (PP) nie posiadała ona odrębnych urzędów, lecz po wydzieleniu z PP połączona została z organami bezpośredniego nadzoru, tj. z niemieckimi  rzędami policji kryminalnej (Kripo). Tym samym formacja ta podlegała pod nadzór służbowy policji bezpieczeństwa (Sipo), który był sprawowany przez oficerów Kripo pełniących równocześnie rolę szefów tych nieniemieckich jednostek. W ramach niemieckiej Policji Kryminalnej (Kripo) istniały odtąd oddziały polskiej PK. Dyrekcje PK, obejmujące jurysdykcją miasto i powiat, istniały w Warszawie, Krakowie, Lublinie, a od 1941 we Lwowie. W dystrykcie radomskim w każdym komisariacie PP istniały 2–3 osobowe agentury kryminalne. Kadra Policji Kryminalnej szkolona była w Szkole Policji Bezpieczeństwa (Sicherheitspolizei) i Służby Bezpieczeństwa Reichsführera SS (SD) w Rabce–Zdroju.
Polski szef DPK, jako oficer łącznikowy, był bezpośrednim pomocnikiem szefa niemieckiej Kriminaldirektion w zakresie kierowania personelem PPK.
Organizacja polskiej Dyrekcji Policji Kryminalnej była analogiczna z organizacją niemieckiej Kriminaldirektion i składała się z referatów (komisariatów) zajmujących się: 
komisariat I — rabunki, napady, zabójstwa, sabotaże; 
komisariat II — kradzieże drobne i kieszonkowe; 	
komisariat III — kradzieże z włamaniem, złodzieje mieszkaniowi; 
komisariat IV — przestępstwa obyczajowe; 
komisariat V — służba wewnętrzna, poszukiwania, inwigilacja, ściganie ukrywających się Żydów i uchylających się od służby wojskowej Ukraińców oraz innych osób poszukiwanych;
komisariat VI — rejestracja osób poszukiwanych, kartoteka;
komisariat VII — technika kryminalistyczna, daktyloskopia, laboratorium fotograficzne..
30 sierpnia 1941 dowódca Sipo i SD w Generalnym Gubernatorstwie Eberhard Schöngarth wydał rozporządzenie, nakazujące wszystkim przedwojennym funkcjonariuszom polskiej policji kryminalnej zgłoszenie się do 10 września pod groźbą surowej kary. Zgłoszenia przyjmowane były w siedzibie Sipo we Lwowie przy placu Smolki 3, lub w Biurze Dowódcy Sipo i SD w Krakowie.
Na szczeblu powiatów nie utworzono osobnych urzędów polskiej służby kryminalnej (jak przewidywało zarządzenie Hansa Franka wydane 17 grudnia 1939). Po wydzieleniu PK z Policji Polskiej Generalnego Gubernatorstwa połączono ją z organami bezpośredniego nadzoru, dlatego w strukturze niemieckich urzędów Kripo funkcjonowały oddziały Polskiej Policji Kryminalnej, które zakresem swego działania obejmowały teren powiatu miejskiego lub wiejskiego.